# Chambord (police de caractères)
Pour les articles homonymes, voir Chambord.
Chambord est une police de caractères dessinée en 1945 par le typographe français Roger Excoffon pour la fonderie Olive. Fortement inspirée de Peignot, elle est rangée parmi les linéales dans la classification Vox-Atypi.